# 牛込

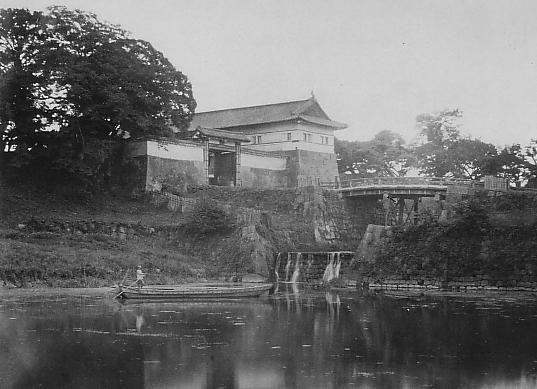
牛込門

牛込（うしごめ）是日本東京都新宿區的地區，主要指舊東京市牛込區的範圍。地理上位於新宿區東北部。主要的地名為神樂坂、市谷及早稻田，皆屬於牛込地域。

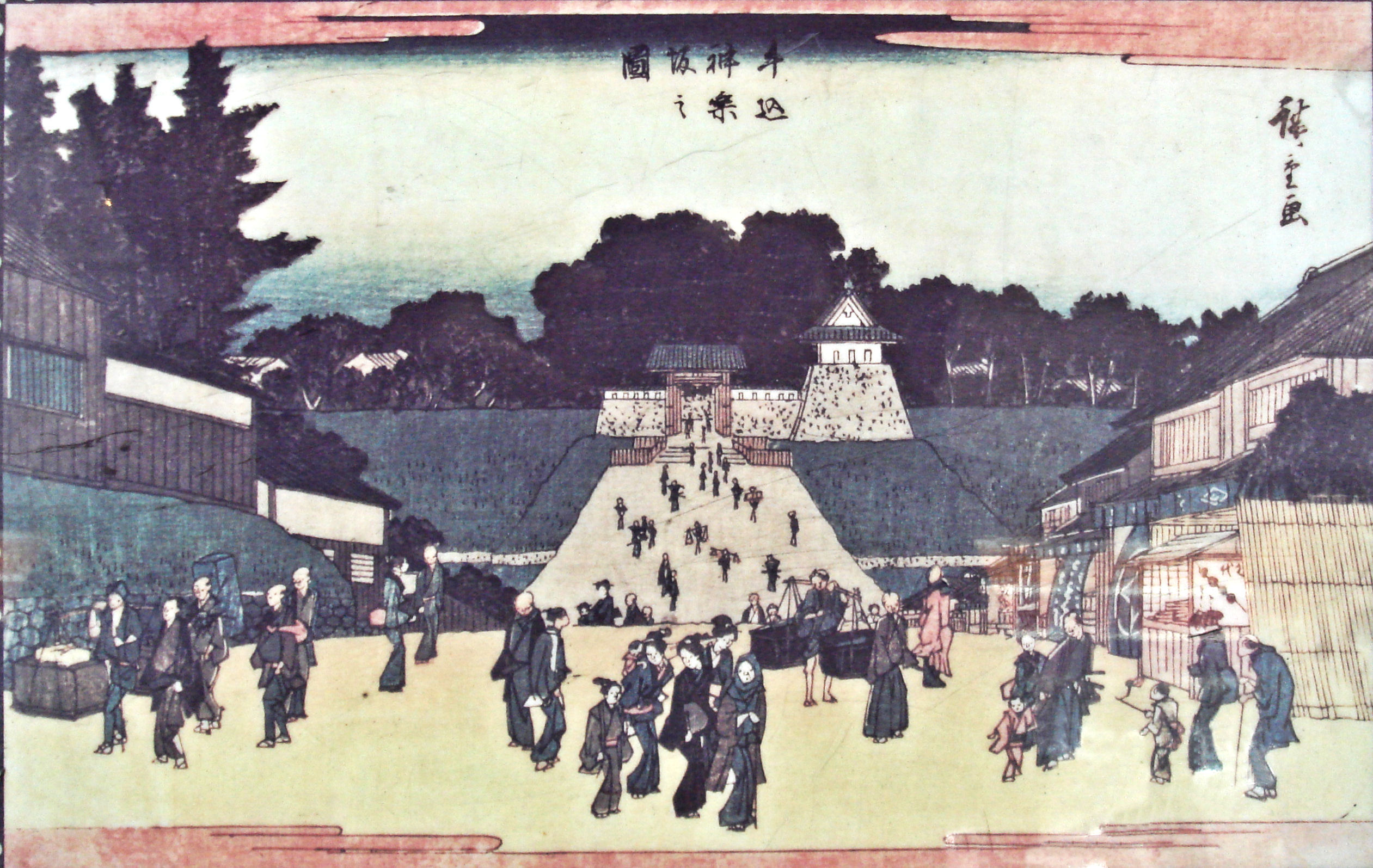
由神樂坂所見牛込門（歌川廣重）

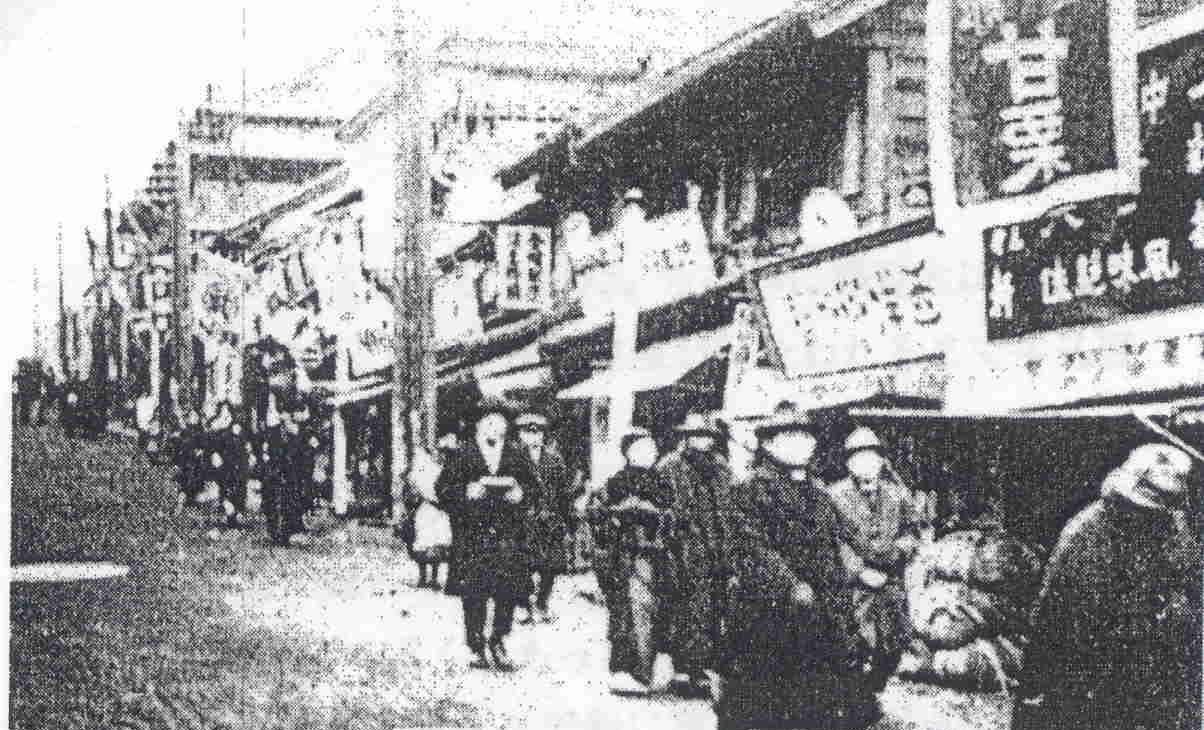
明治末期的神樂坂

## 概要
江戶時代曾經是大名、旗本居住的武家屋敷集中地區，是擁有傳統的山手住宅區。另一方面也形成了不少町屋，自古以來本地住民就有許多社區活動，也成為了當地的特色。狹窄的巷弄大多是江戶時代所遺留，區內大多未實行住居表示，地名許多來自於江戶時代，改廢相較其他地域相當少，保留了「江戶八百八町」的氛圍。
近代以來，以夏目漱石（父祖代以來皆在牛込出生）、尾崎紅葉為首，許多作家・文化人皆住在本地。與小石川一樣，有許多印刷・出版相關的企業。

## 牛畜與牛込
如地名所示，牛込的歷史與牛相當有緣。
701年（大寶元年），依據大寶律令在武藏國設置「神崎牛牧（ぎゅうまき）」牧場，並建立「乳牛院」飼育舎。古代的馬牧位在今天東京都的「駒込」、「馬込」等地，並留下了地名，因此「牛込」也能比定為牛牧。

## 牛込關聯史跡

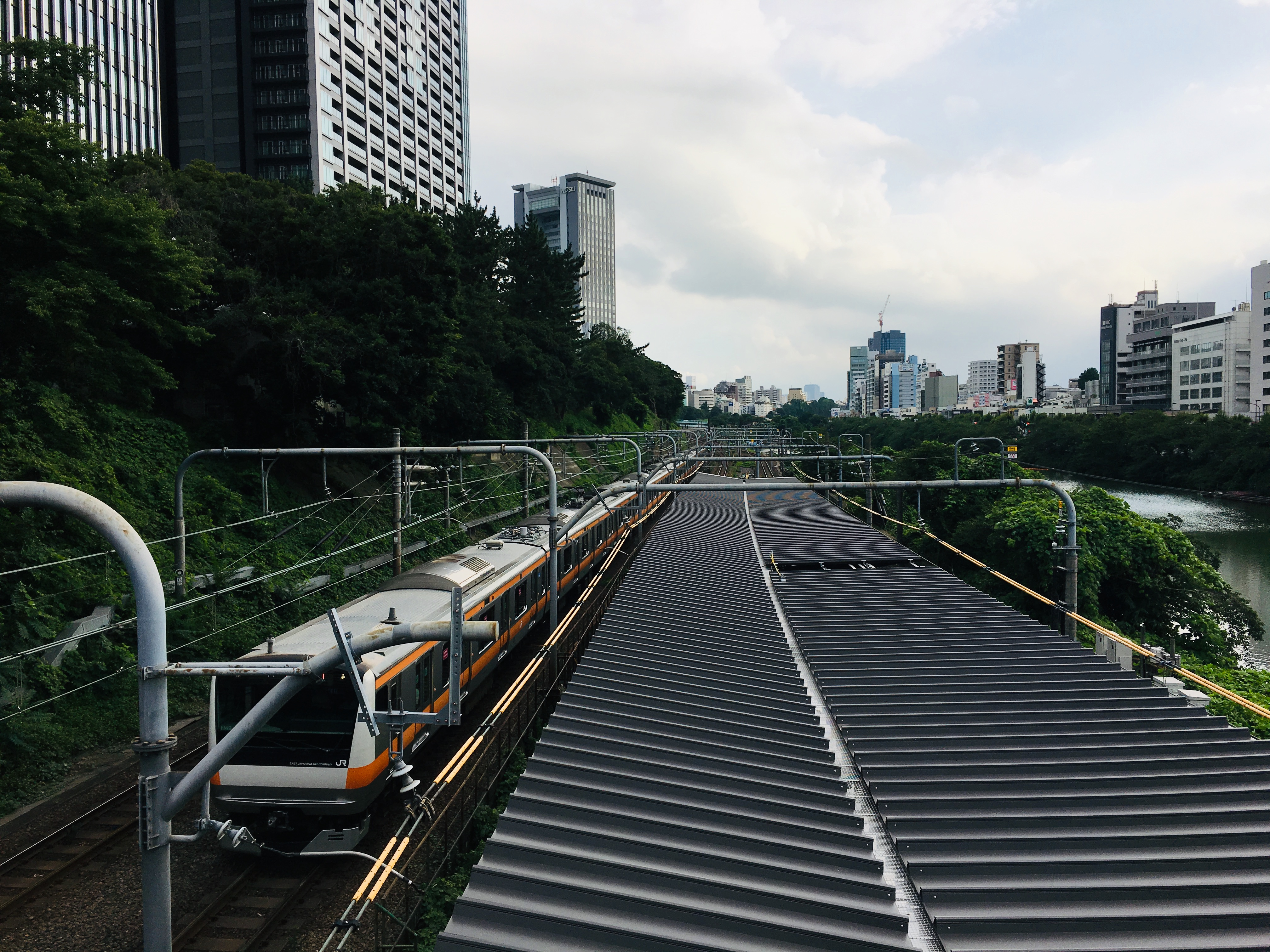
牛込橋與JR中央線

雖然沒有確切的史料，但是根據民間說法，以現在的光照寺（新宿區袋町）為中心一帶，曾經有牛込城。
上野的豪族大胡重行在上杉轉為北條後的1526年，從北條氏手中獲得了武藏國牛込至日比谷一帶的領地，並移封給兒子・勝行。勝行由地名改稱牛込氏，並築牛込城為居館。居館位於能夠一望周邊的高台上，同時能夠透過目視確認江戶湊出入的船隻。
隨著北條氏的滅亡（1590（天正18）年）及德川家康進入江戶後，居館被廢止，跡地移交給神田光照寺是在1645年左右。
現在牛込城的遺構完全沒有留下。
JR飯田橋站西口往左行，通過跨線橋（牛込橋）附近，在日本基督教團富士見町教会 （页面存档备份，存于）前的路口旁能看到江戶城牛込門的枡形。在道路兩旁能看到2組見附櫓的基部。名稱是（由江戶城內）往牛込方向的門之意。從門往西北延伸的道路就是神楽坂。
※行政區劃位於千代田區內。
JR飯田橋站至市谷站間，沿著鐵路能看到構成外濠一部分的護城河。
※行政區劃為新宿區與千代田區的區境。
上述牛込濠，在牛込見附附近，至昭和初年為止曾經有舊國鐵的車站（牛込站）。
※行政區劃位於千代田區內。

## 歷史
- 1555年左右　屬於後北條氏的大胡氏在此地築牛込城，並改稱牛込氏。
- 1878年　依照郡區町村編制法成為東京15區之一，出現管轄牛込、市谷地域的牛込區。
- 1880年　小石川區新小川町一～三丁目編入牛込區。
- 1889年　隨著市制町村制施行，改為東京市牛込區。
- 明治時代～戰前　神樂坂成為山手地區代表性的花街。
- 1947年　與四谷區・淀橋區合併為新宿區。不過，牛込方面在當時反對區名被改為「新宿」。

## 江戶時代的牛込冠稱町名
- 牛込馬場町
- 牛込牡丹屋敷
- 牛込若宮町
- 牛込岩戸町一丁目、二丁目
- 牛込袋町
- 牛込光照寺門前
- 牛込肴町
- 牛込行元寺門前
- 牛込安養寺門前
- 牛込三光院門前
- 牛込養善院門前
- 牛込通寺町
- 牛込松源寺門前
- 牛込正蔵院門前
- 牛込末寺町
- 牛込末寺横町
- 牛込長原寺門前
- 牛込横寺町
- 牛込泉蔵院門前
- 牛込竜門寺門前
- 牛込正定院門前
- 牛込御箪笥町
- 牛込御細工町
- 牛込納戸町
- 牛込払方町
- 牛込白銀町
- 牛込成願院門前
- 牛込西照院門前
- 牛込津久戸前町
- 牛込無量寺門前
- 牛込成就院門前
- 牛込万昌院門前
- 牛込等覚寺門前
- 牛込等覚寺内門前
- 牛込天徳院門前
- 牛込五軒町
- 牛込宝蔵院門前
- 牛込馬場先片町
- 牛込築地片町
- 牛込水道町
- 牛込改代町
- 牛込天神町
- 牛込中里町
- 牛込中里村町
- 牛込榎町
- 牛込大願寺門前
- 牛込弁財天町
- 牛込多聞院前
- 牛込浄輪寺門前
- 牛込千手院門前
- 牛込鳳林寺門前
- 牛込川田ヶ久保町
- 牛込原町
- 牛込原町一～三丁目
- 牛込永昌寺門前
- 牛込若松町
- 牛込破損町
- 牛込弍拾人町
- 牛込長久寺門前
- 牛込浄泉寺門前
- 牛込供養塚町
- 牛込来迎寺門前
- 牛込西方寺門前
- 牛込誓閑寺門前
- 牛込馬場下横町
- 牛込早稲田町
- 牛込馬場下町
- 牛込正覚寺門前
- 牛込放生寺門前

## 現行的舊牛込區地域
大半未實施住居表示。
| - 赤城下町 - 赤城元町 - 揚場町 - 市谷加賀町 - 市谷甲良町 - 市谷砂土原町 - 市谷左内町 - 市谷台町 - 市谷鷹匠町 - 市谷田町 - 市谷長延寺町 - 市谷仲之町 - 市谷八幡町 - 市谷船河原町 | - 市谷本村町 - 市谷藥王寺町 - 市谷柳町 - 市谷山伏町 - 岩戶町 - 榎町 - 改代町 - 神樂河岸 - 神樂坂 - 片町 - 河田町 - 喜久井町 - 北町 | - 北山伏町 - 細工町 - 下宮比町 - 白銀町 - 新小川町 - 水道町 - 住吉町 - 簞笥町 - 築地町 - 津久戶町 - 筑土八幡町 - 天神町 - 富久町 | - 中里町 - 中町 - 納戶町 - 西五軒町 - 二十騎町 - 馬場下町 - 拂方町 - 原町 - 東榎町 - 東五軒町 - 袋町 - 弁天町 - 南榎町 | - 南町 - 南山伏町 - 山吹町 - 矢來町 - 橫寺町 - 若松町 - 若宮町 - 早稻田町 - 早稻田鶴卷町 - 早稻田南町 - 戶山（一部） - 西早稻田（一部） - 余丁町（一部） |

### 設施
冠名「牛込」的設施
- 牛込警察署
- 牛込消防署
- 牛込箪笥區民中心 - 箪笥町特別出張所內
- 牛込保健中心
- 牛込郵便局
- 牛込柳町站 - 東京都交通局 都營地下鐵大江戶線車站
- 牛込神樂坂站 - 同上
- 牛込北町停留所 - 東京都交通局 都營巴士停留所
- 牛込辯天町停留所 - 同上
- 新宿區立牛込第一中學
- 新宿區立牛込第二中學
- 新宿區立牛込第三中學

主要設施
- 學習院女子大學
- 國立國際醫療研究中心
- 總務省統計局
- 中央大學
- 東京女子醫科大學
- 東京理科大學
- 戶山公園
- 防衛省
- 早稻田大學

富士電視台的總部原本位於牛込地域內（新宿區河田町）。當時的郵件上就會寫「東京都牛込局區内 富士電視台」（屬於新宿區北山伏町的牛込郵便局管轄範圍）。

## 外部連結
- 箪笥町特別出張所 - ウェイバックマシン（2003年10月12日アーカイブ分）
- 榎町特別出張所 （页面存档备份，存于）
- 若松特別出張所 （页面存档备份，存于）
- 城と古戦場 （页面存档备份，存于）